# Ridderorden in Hongkong
Nadat de Kroonkolonie Hongkong , ook wel Hongkong genoemd, door het Verenigd Koninkrijk aan de Volksrepubliek China was overgedragen werd het Britse decoratiestelsel, waarin vooral de Orde van het Britse Rijk en de Orde van Sint-Michaël en Sint-George een rol speelden al in 1997 vervangen door nieuwe, speciaal voor de "special administrative region Hong Kong" of "HKSAR" gecreëerde onderscheidingen. De Volksrepubliek kent geen, of vrijwel geen, onderscheidingen.
Men verleent de onderscheidingen meestal op de eerste juli van ieder jaar. De regering laat zich door een adviescommissie adviseren over de benoemingen. Er zijn ook meer dan twintig medailles voor verdienste, moed of jubilea beschikbaar; zie daarvoor Onderscheidingen in Hongkong.
Ridderorden van de S.A.R. Hong Kong 
- De Grote Medaille van de Bauhinia, (Engels:"Grand Bauhinia Medal). De dragers plaatsen de letters G.B.M. achter hun naam
- De Orde van de Bauhinia, (Engels:"Order of the Bauhinia) in drie graden. De dragers van deze drie sterren plaatsen de letters G.B.S, S.B.S. of B.B.S. achter hun naam